# Târgu Mureș
Târgu Mureș (AFI: /'tɨr.gu 'mu.reʃ/ⓘ, alemán: Neumarkt am Mieresch, húngaro: Marosvásárhely, rumano antiguo: Mureş-Oşorhei) es la principal ciudad del distrito de Mureș, en Rumanía. Tiene una población de 149.577 habitantes y una superficie de 66,96 km². Se encuentra en la región de Transilvania y durante el siglo XVI fue una de las principales ciudades de Rumanía.

## Historia
La ciudad fue atestada en documentos por primera vez en 1332. En 1405, Segismundo de Luxemburgo dio derecho a la ciudad a organizar ferias y mercados, y en 1482 el Rey de Hungría Matías Corvino la declaró residencia real.

## Cultura
- Festival Peninsula / Félsziget (rock, pop, electro, world music)

### Educación
- Universidad de Medicina y Farmacia
- Universidad Petru Maior
- Universidad de Artes Teatrales
- Universidad privada "Dimitrie Cantemir"
- Universidad privada della Sapienza
- Universidad Técnica privada "Gabor Denes"

## Economía
Târgu Mureș es un centro industrial medio (8500 empresas).

## Transportes

### Transporte aéreo
- Aeropuerto de Târgu Mureș
- Aeropuerto de Cluj Napoca a 90 km al oeste de Târgu Mureș

### Ferrocarril
- Căile Ferate Române

### Carreteras
- E60 (Brest - Constanza)
- A3 (frontera húngara - Bucarest)

### Autobuses
- 30 líneas de autobuses

## Imágenes

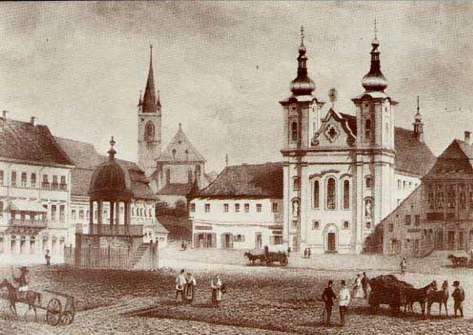
Târgu Mureș en el siglo  XIX
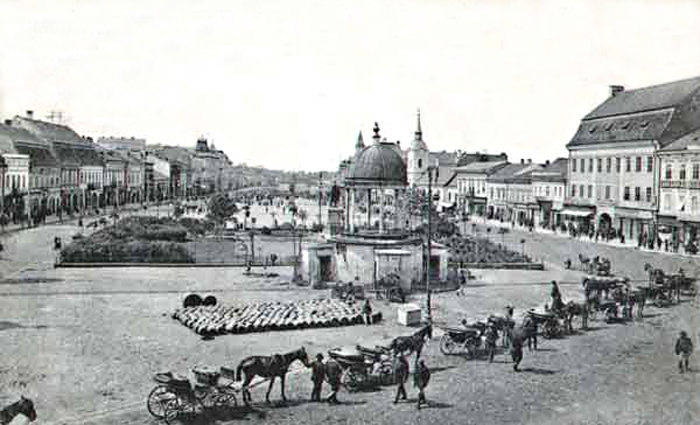
Târgu Mureș en 1911
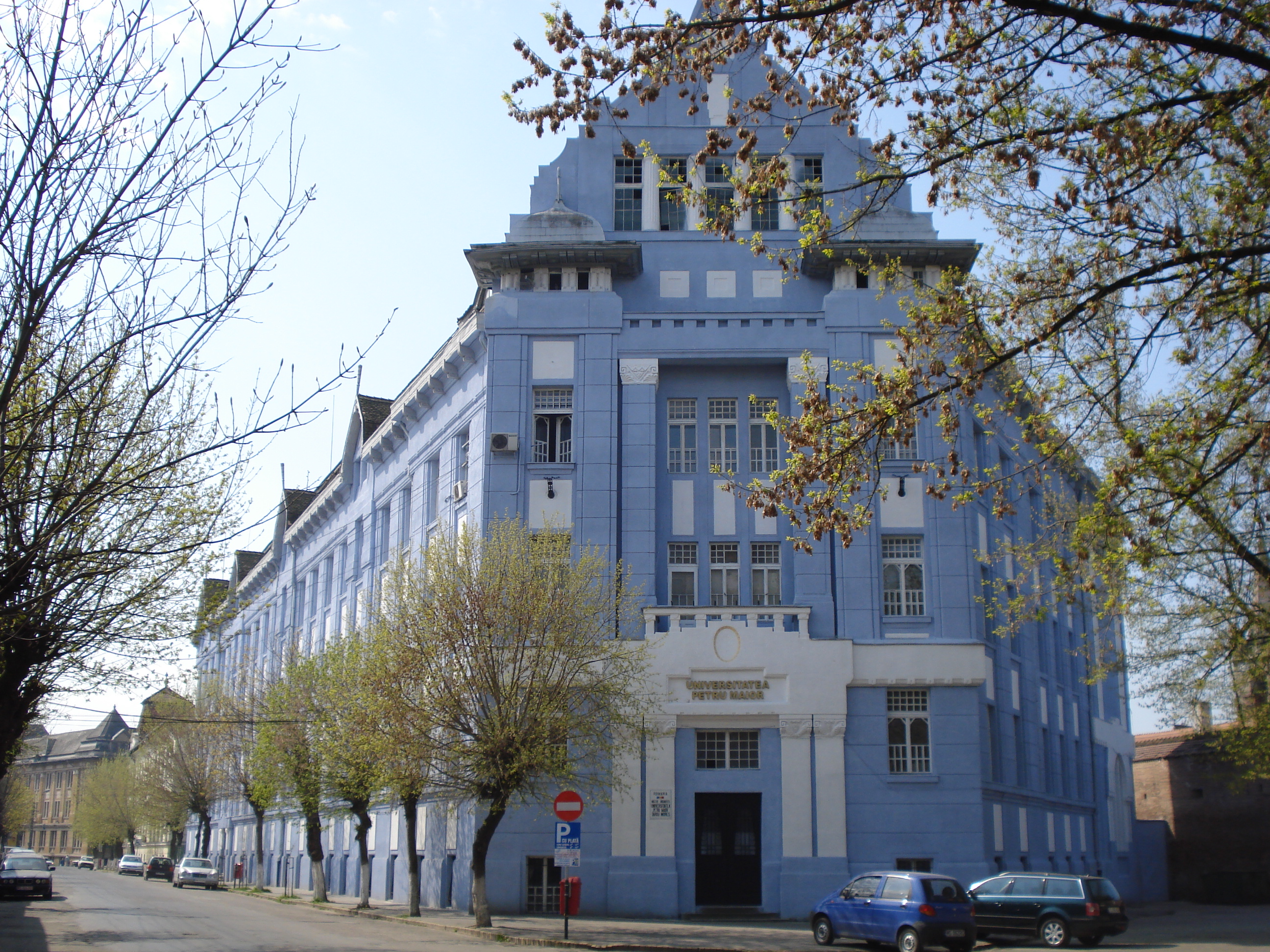
* Universidad Petru Maior
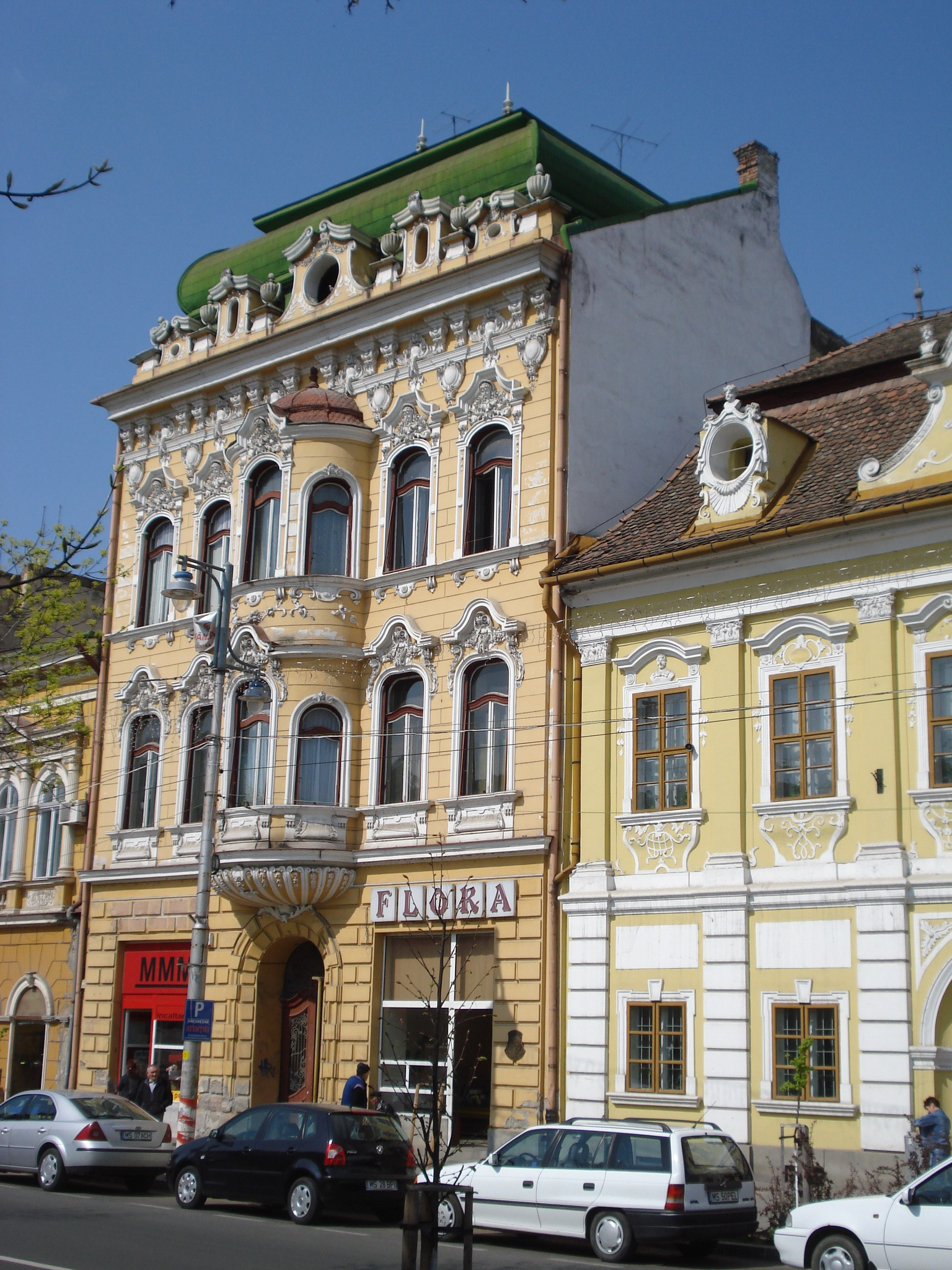
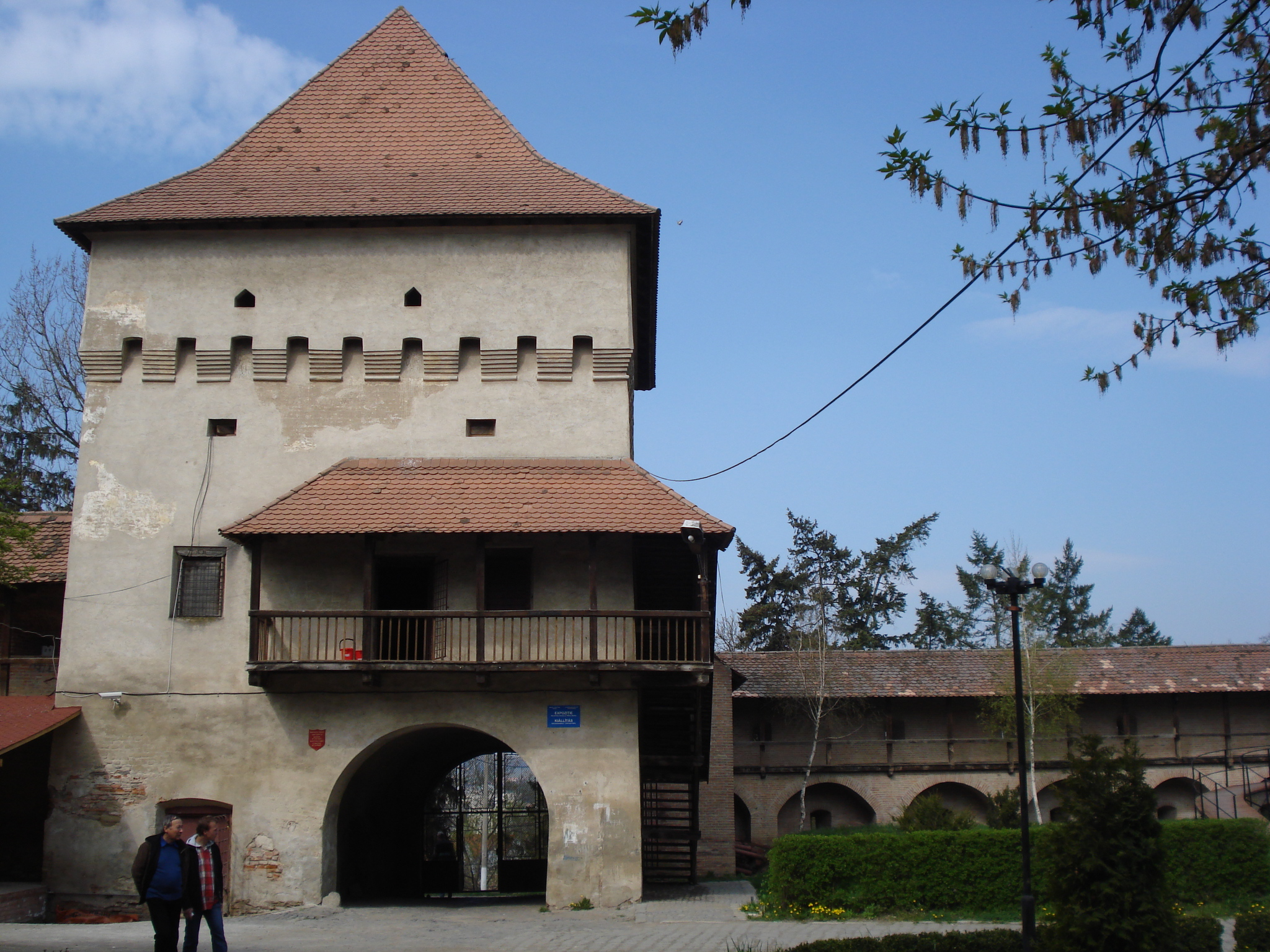
Fortificaciones de Târgu Mureș
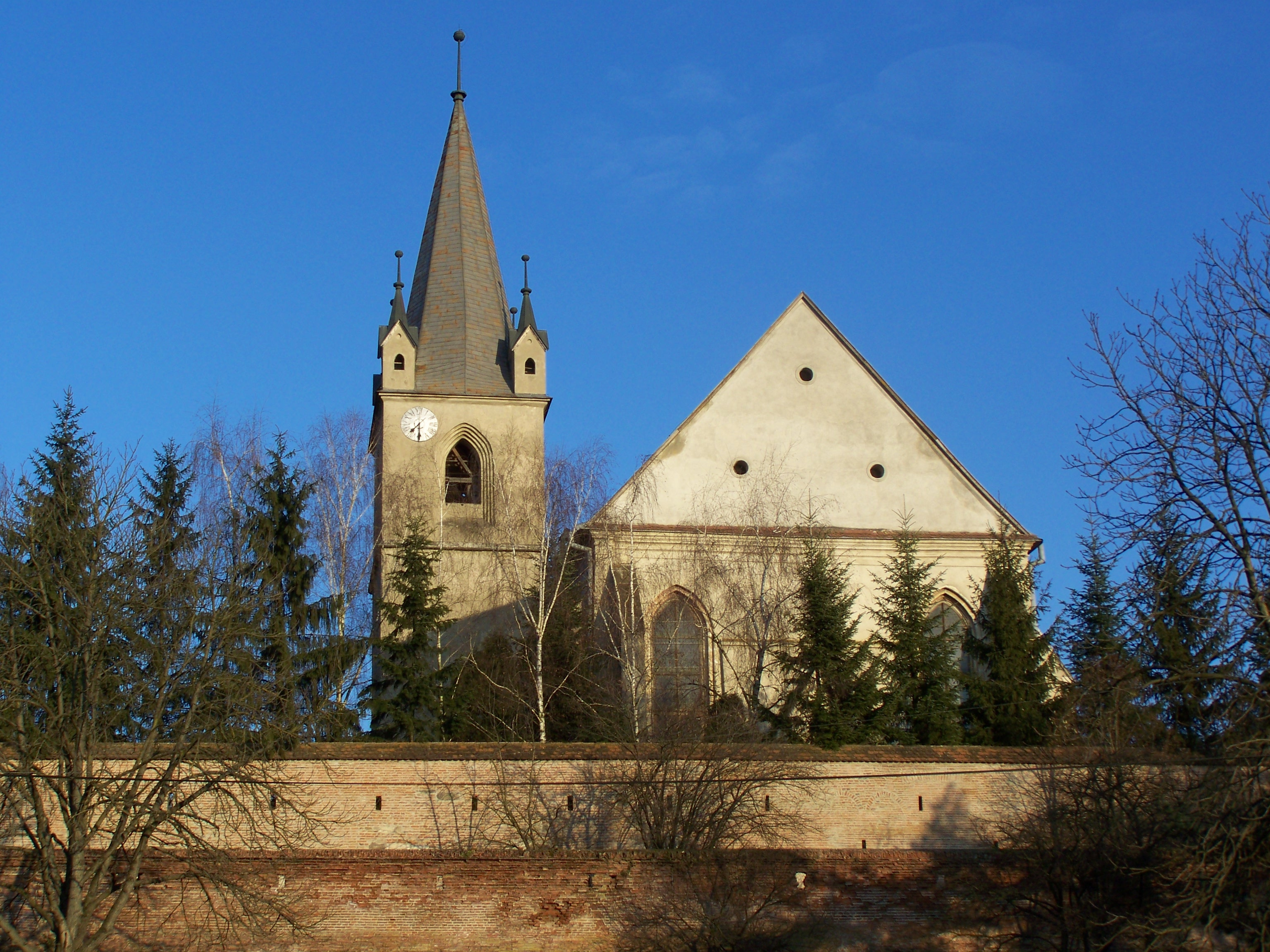
Iglesia Reformada
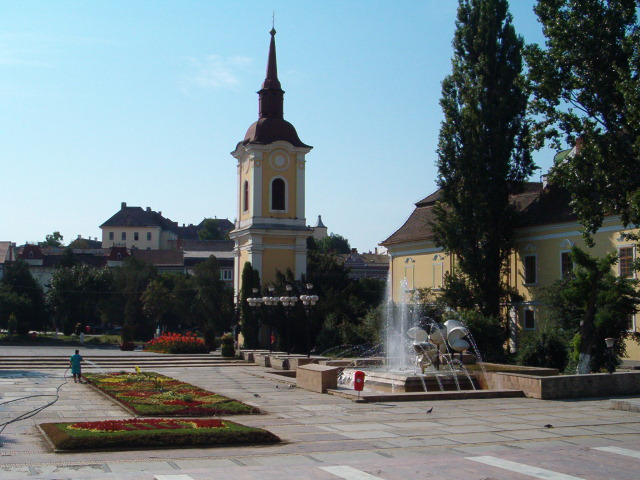
Plaza del  Teatro
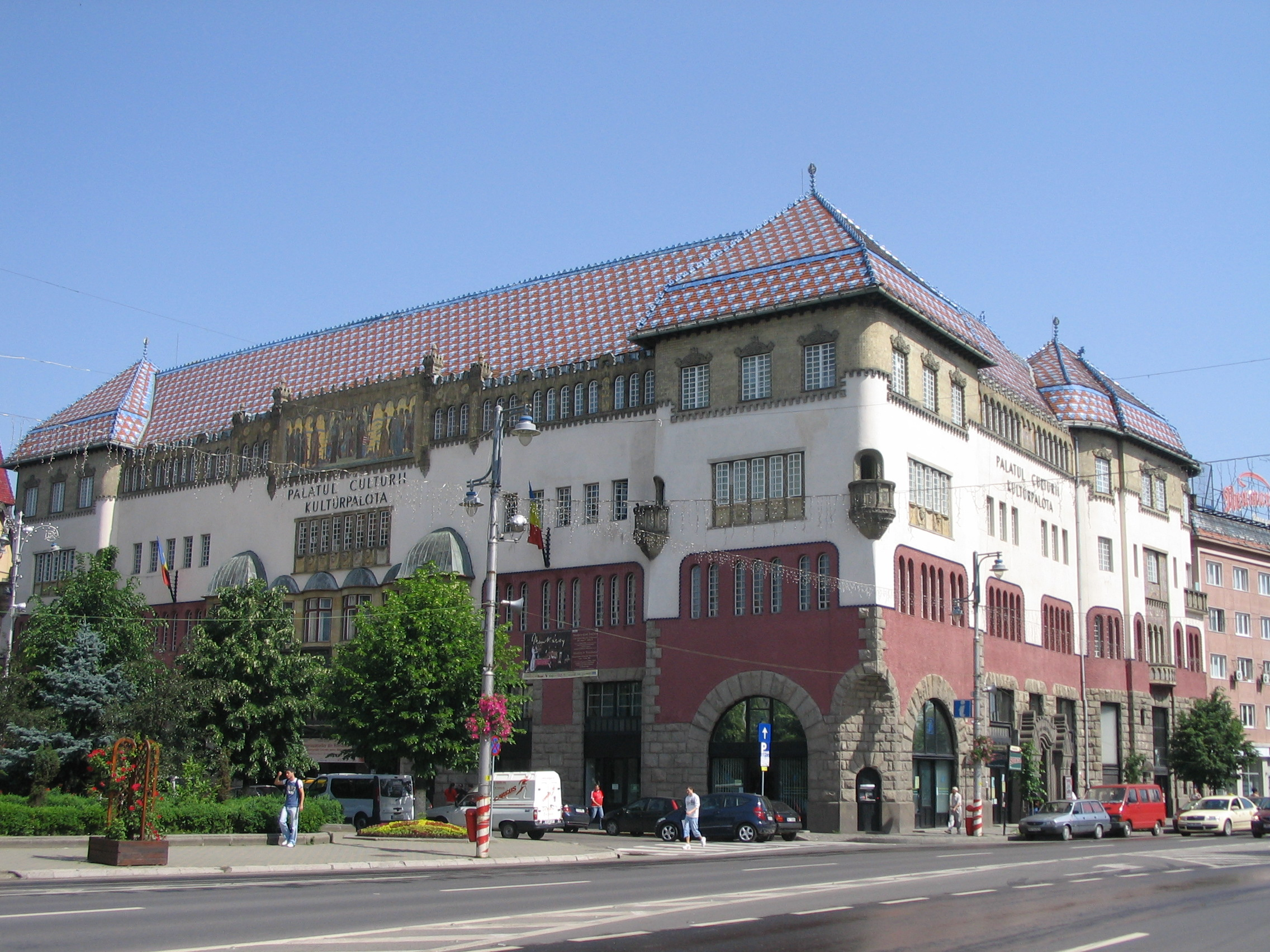
Palacio de la Cultura
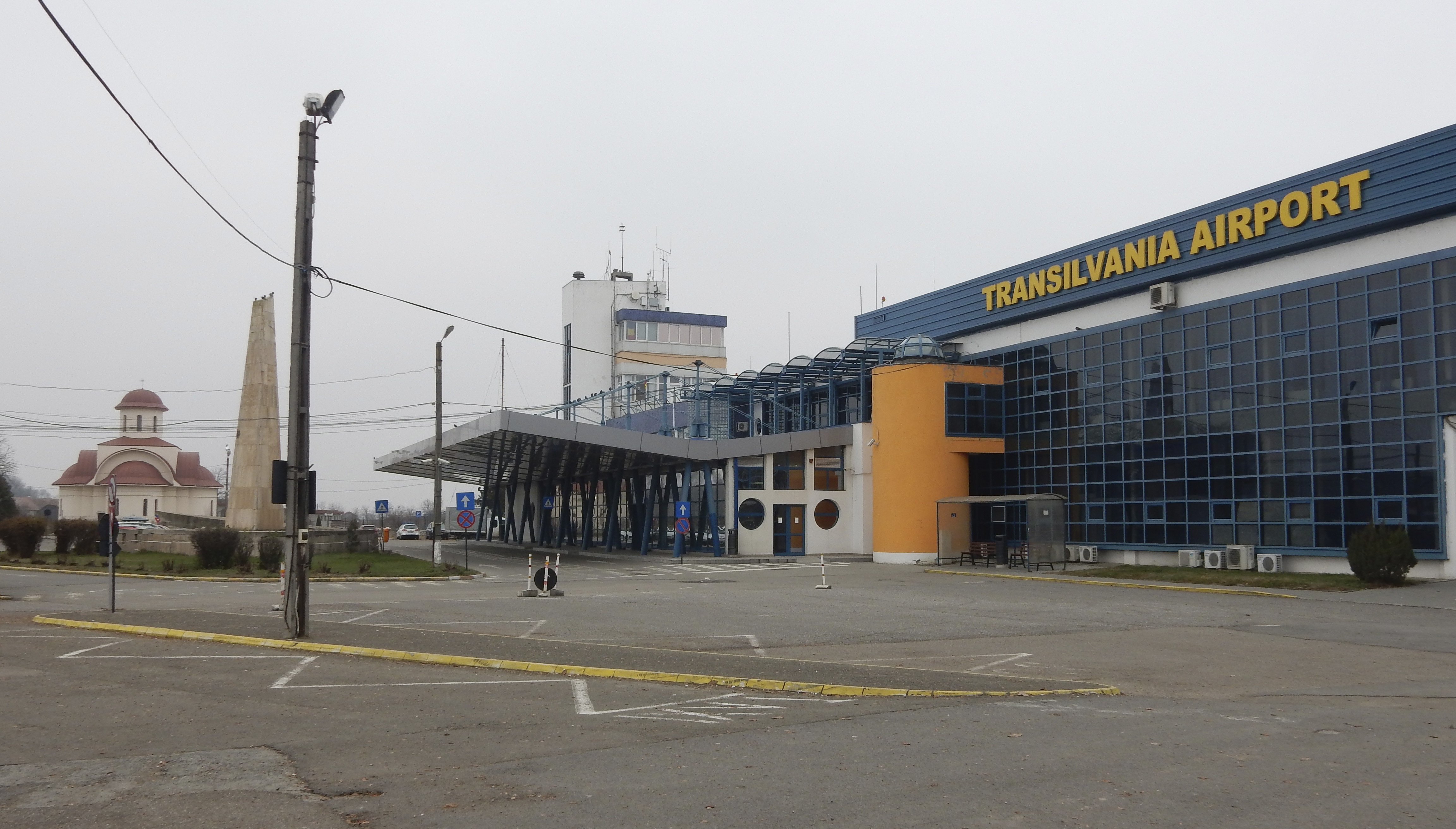
Transilvania Airport